# エヴォラ大聖堂
エヴォラ大聖堂 （Sé de Évora）は、ポルトガル・エヴォラにある、ポルトガル有数の古く歴史的に重要な文化財の一つ。市の歴史地区の一部で、市で最も標高が高い地点にある。
1988年、ユネスコにより世界遺産に登録された。

## 歴史
1166年、『恐れ知らずのゲラルド』（Geraldo Sem Pavor）によって、エヴォラはムーア人支配から解放された。すぐその後、キリスト教徒の支配者によって、聖母マリアに捧げる大聖堂の建設が始められた。この最初の建物は1184年から1204年にかけ建てられ、非常にこぢんまりとしたものだった。この建物は初期ゴシック様式で1280年頃から1340年頃までかけて拡張された。その後、時代が変わるごとに大聖堂は幾度もの価値の高い付け足しをされた。14世紀のゴシックの回廊、16世紀初頭のマヌエル様式によるエスポラォン礼拝堂、18世紀初頭のバロック様式による壮麗な主礼拝堂などである。大聖堂は、中世ポルトガルで最も大きな大聖堂で、ゴシック建築の好例である。
ヴァスコ・ダ・ガマが初めて東方航海へ出発した際の旗艦旗が、1497年にエヴォラ大聖堂の最初の内陣で祝福されたと、広く信じられている。
最も重要な歴史の象徴で大聖堂を連想させるのは、エヴォラの大司教兼枢機卿であったエンリケ枢機卿王（1512年-1580年）である。彼は、ジョアン3世の実弟で、アルカセル・キビールの戦いで戦死した大甥セバスティアン1世のあとを継いで、即位した。彼が統治したのはわずか1578年から2年間だけだった。
16世紀と17世紀、エヴォラ大聖堂に多声音楽のためのエヴォラ学校が開設され、ポルトガル音楽史に重要な役割を担った。マテウス・デ・アランダやマヌエル・メンデス、彼らの生徒ドゥアルテ・ローボとフィリペ・デ・マガリャンエスら作曲家たちが、大聖堂と関係した。

## 芸術と建築

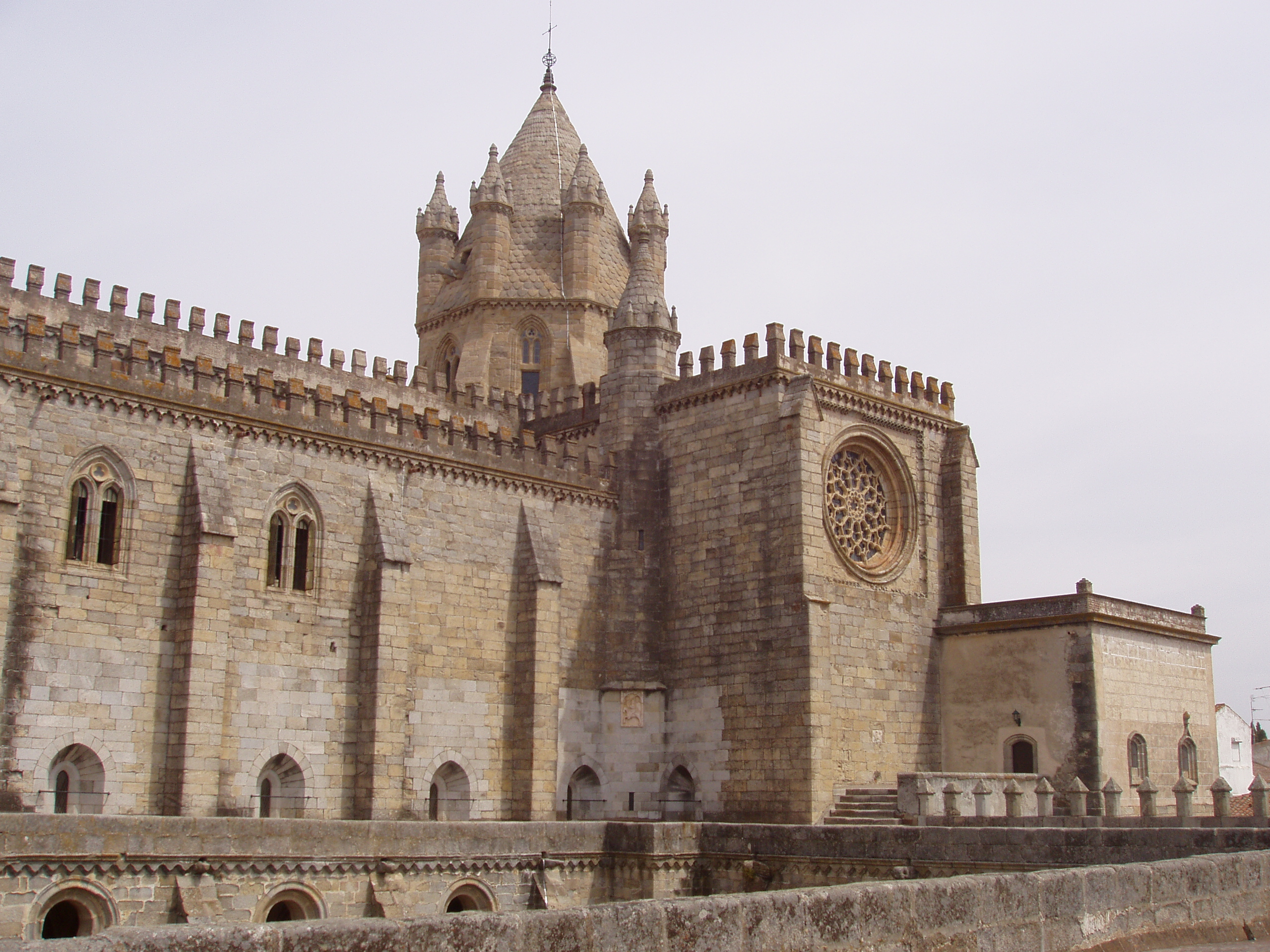
聖堂の側壁と交差廊

### 外観
大聖堂のメイン・ファサードは、リスボン大聖堂のと似たバラ色の花崗岩で建てられた。2つのどっしりした塔は16世紀に完成した。主出入り口を囲む入り口ロビーの側面に立つ。
入り口ロビーを越えると、内部を照らすゴシック芸術のトラセリーのある巨大な窓がある。どちらの塔も違う円錐状スピア（塔の先端部分）があり、一つは中世の彩色タイルで覆われている。当時の他のポルトガル教会と同様、エヴォラ大聖堂の外壁は、装飾されたアーケード状コンソール（うず形持ち送り）、城造りで装飾されている。
ランタン塔の交差する様は非常に絵になる光景である。窓の並びが交差廊に光を注ぐ。塔のスピアは、交差廊上のスピアと同様、6つの小塔で囲まれ、どの小塔も塔本体のミニチュアとして模倣されている。塔の設計は、スペインにあるサモラ大聖堂とサラマンカの旧大聖堂にあるトーレ・デル・ガッロと似ている。 
尖塔アーチ形の主出入り口は、ポルトガル・ゴシック建築の傑作である。大理石の円柱は1330年代につくられた12使徒の巨大な像で占められている。この像群は、彫刻家ペロ親方とテロ・ガルシアだといわれている。ポルトガル国内で、同種の物では最高の物といわれている。壁や建物に接続されていないゴシック彫刻は、ポルトガルでは希である。それらは、常に記念の墓石を連想させる。

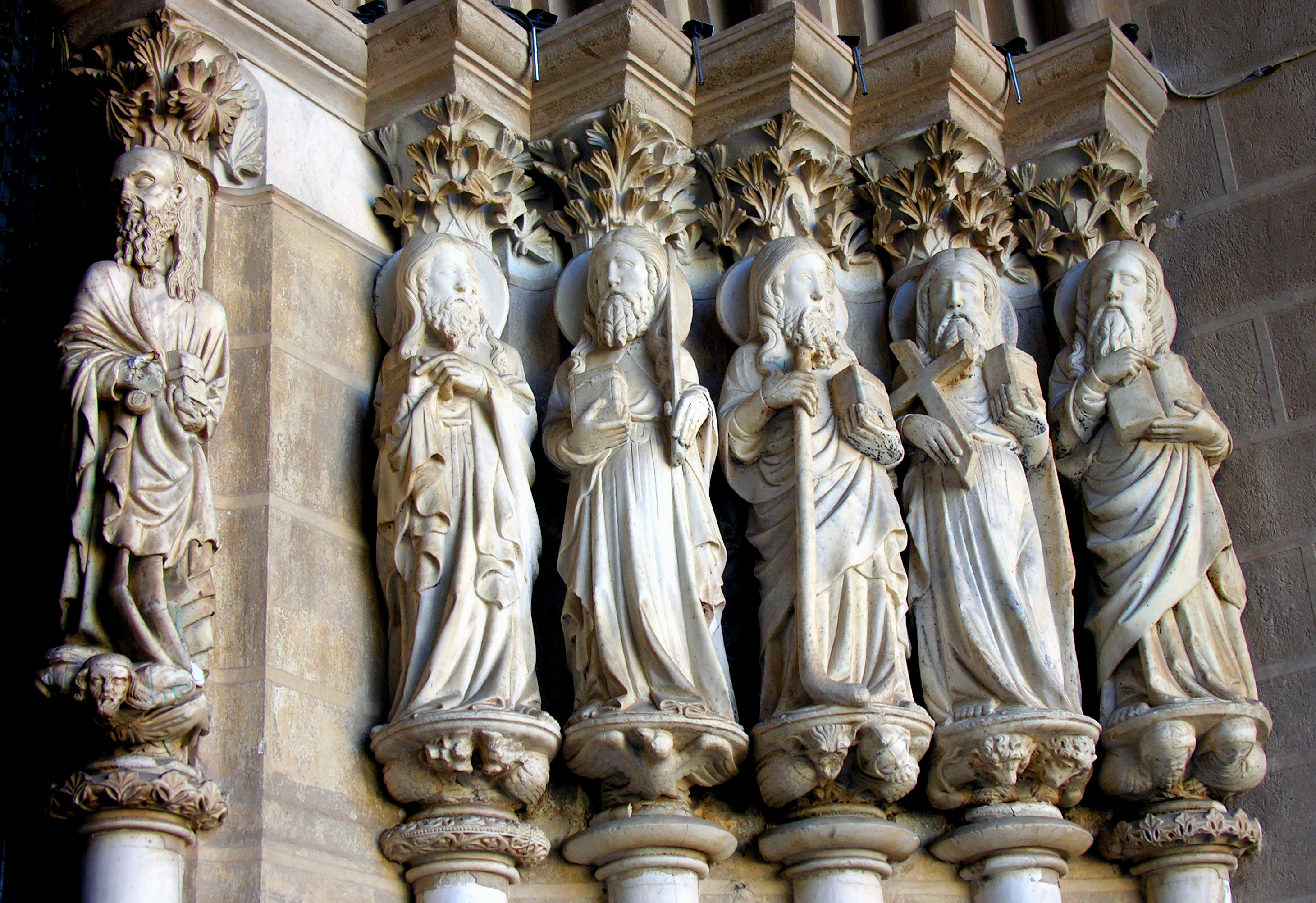
12使徒像

### 内装
エヴォラ大聖堂は、主に1280年から1340年の間に建てられた。12世紀にロマネスク様式で建てられたリスボン大聖堂の平面図に細部に従って設計された。リスボン大聖堂のように、エヴォラ大聖堂の建築家たちは、交差廊、2つの側廊より高い場所にある出入り口、トリフォリウム、3つの礼拝堂付属のアプス といったものを、十字架型の教会に設計した。交差廊のてっぺん部分は、ペンデンティヴと8角形のランタンのあるドーム上にある。交差廊は、2つのゴシック様式のバラ窓で照らされている。 
広い本堂は、トンネル状ヴォールトがポイントである。内装は、白いモルタルを高い壁と柱、ヴォールトに塗りアクセントをつけた。

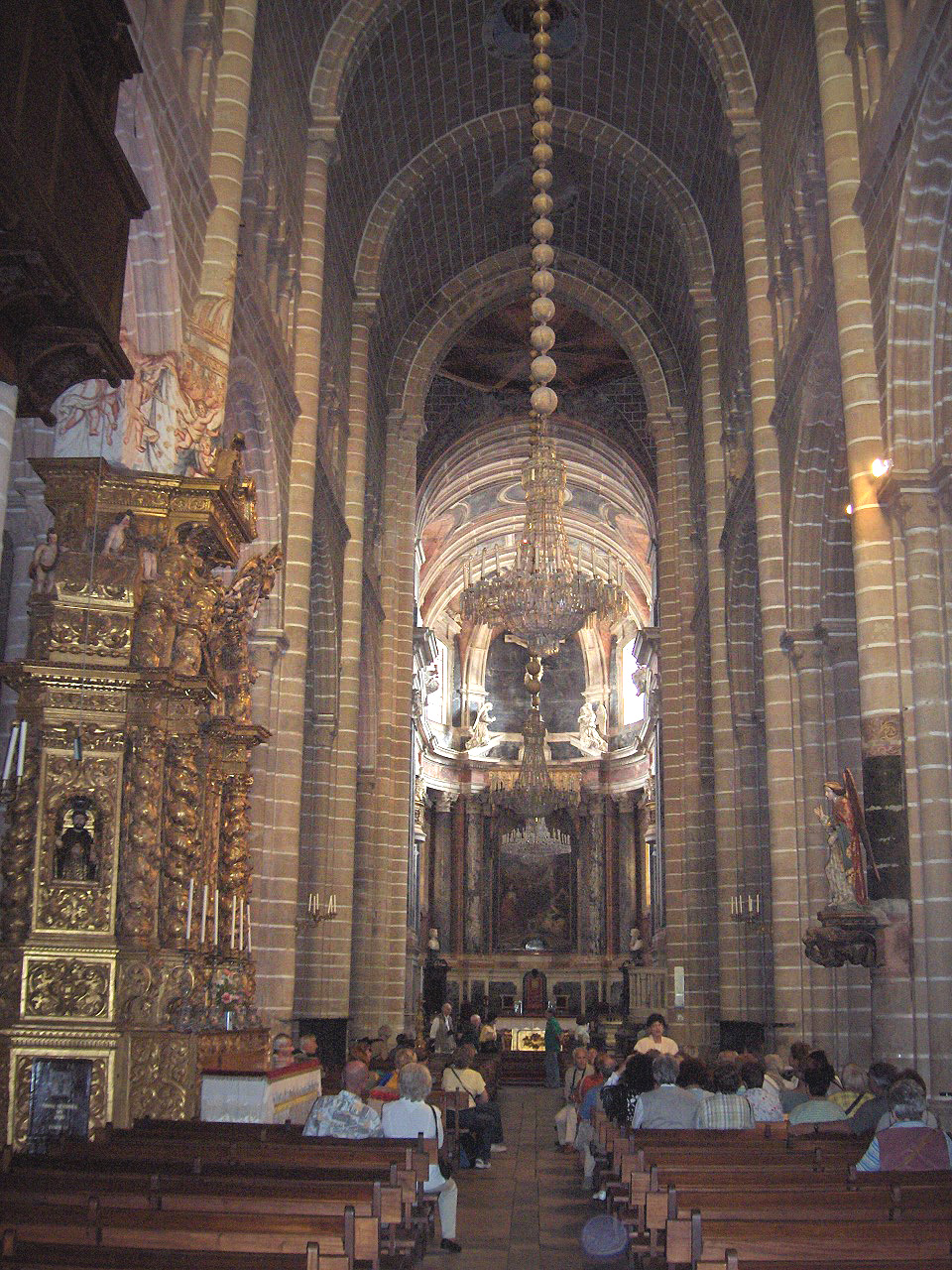
バロックの礼拝堂を背景にした、本堂

入り口で、最初の2つの格間には、秀逸なゴシックのヴォールトのある、建築家ディオゴ・デ・アールダによるマヌエル様式の高い聖歌隊席がある。聖歌隊席には、アントウェルペン出身の彫刻家が1562年にオークを彫ったマニエリスムの聖職者席がある。これは神話のモチーフや、狩猟や田園生活といった宮廷の暮らしの光景が彫られている。入り口近くには、1544年頃からあるというヘイトル・ローボによる作の古いオルガンがあり、これはポルトガル最古のもので今も演奏に使われる。入り口左側には、小さな洗礼室がある。18世紀のアズレージョと16世紀のマヌエル様式の細工された鉄製手すりで『キリストの洗礼』がフレスコに表現されている。
中央の本堂中程に、多彩色のゴシック像『受胎した聖母マリア像』（15世紀）のある大きなバロックの祭壇がある。オリヴィエル・デ・ゲントの16世紀の作といわれるルネサンス期の天使ガブリエル像が、聖母像と向き合う。
主礼拝堂は1718年から1746年の間に、ジョアン5世の支援で全体を再建された。建築家は、ドイツ人で王お抱えであったジョアン・フレデリコ・ルドヴィセで、彼はマフラ国立宮殿も設計した。様式は、王とルドヴィセが好んだローマ・バロックで、多彩色大理石装飾と着色された祭壇がある（緑色はイタリアから、白色はモンテス・クラロスから、赤と黒はシントラから持ち込まれた）。この様式が導入されて大聖堂内の中世の内装、及び主礼拝堂は優雅なバロック期の傑作と合わなくなった。主祭壇はイタリア人アントニオ・ベッリーニによる彫刻装飾である。ポルトガル人彫刻家マヌエル・ディアスは、ヴィエイラ・ルジターノの描いた絵を元に祭壇上のキリスト像をつくった。主祭壇の絵を描いたのはアゴスティーノ・マスッチである。 
フランドル人が原型を描いた13枚の衝立（主礼拝堂の祭壇背後の棚にある）は、エヴォラ美術館で見ることができる。祭壇背後の棚は、1500年頃司教アフォンソ・デ・ポルトガルによりブルッヘの工房で造られた。
左交差廊にあるエスポラォン礼拝堂（Capela do Esporão）は、1520年代にマヌエル様式で再建された。今、ニコラ・シャントレーヌによる大理石彫刻のある美しいルネサンス期の出入り口がある。ゴシックのヴォールトとマニエリスムの祭壇はフランシスコ・ヌネスの絵画で飾られている。交差廊右の礼拝堂は、人文学者アンドレ・デ・レセンデの墓所として建てられた（16世紀）。これら礼拝堂はマヌエル1世時代に、ルアンダ総督ジョアン・メンデス・デ・ヴァスコンセロス、マヌエル王の大使で武具師アルヴァロ・ダ・コスタが葬られた。

## 回廊
大聖堂の回廊は、1317年から1340年にかけゴシック様式で建てられた。これもリスボン大聖堂の影響が見られる。後期ゴシック様式のトラセリーが使われたにもかかわらず、花崗岩の使用が全体の印象を重厚感のあるものにしている。
回廊の歩廊のどの角にも、大理石製のゴシック様式による福音伝道者の像が立つ。フンダドールの礼拝堂は回廊建設者ペドロ司教の葬祭用礼拝堂で、大天使ガブリエル像と多彩色の聖母マリア像が飾られている。回廊上部の階は、螺旋階段を得て上がれることができ、大聖堂と周囲の光景を眺めることができる。

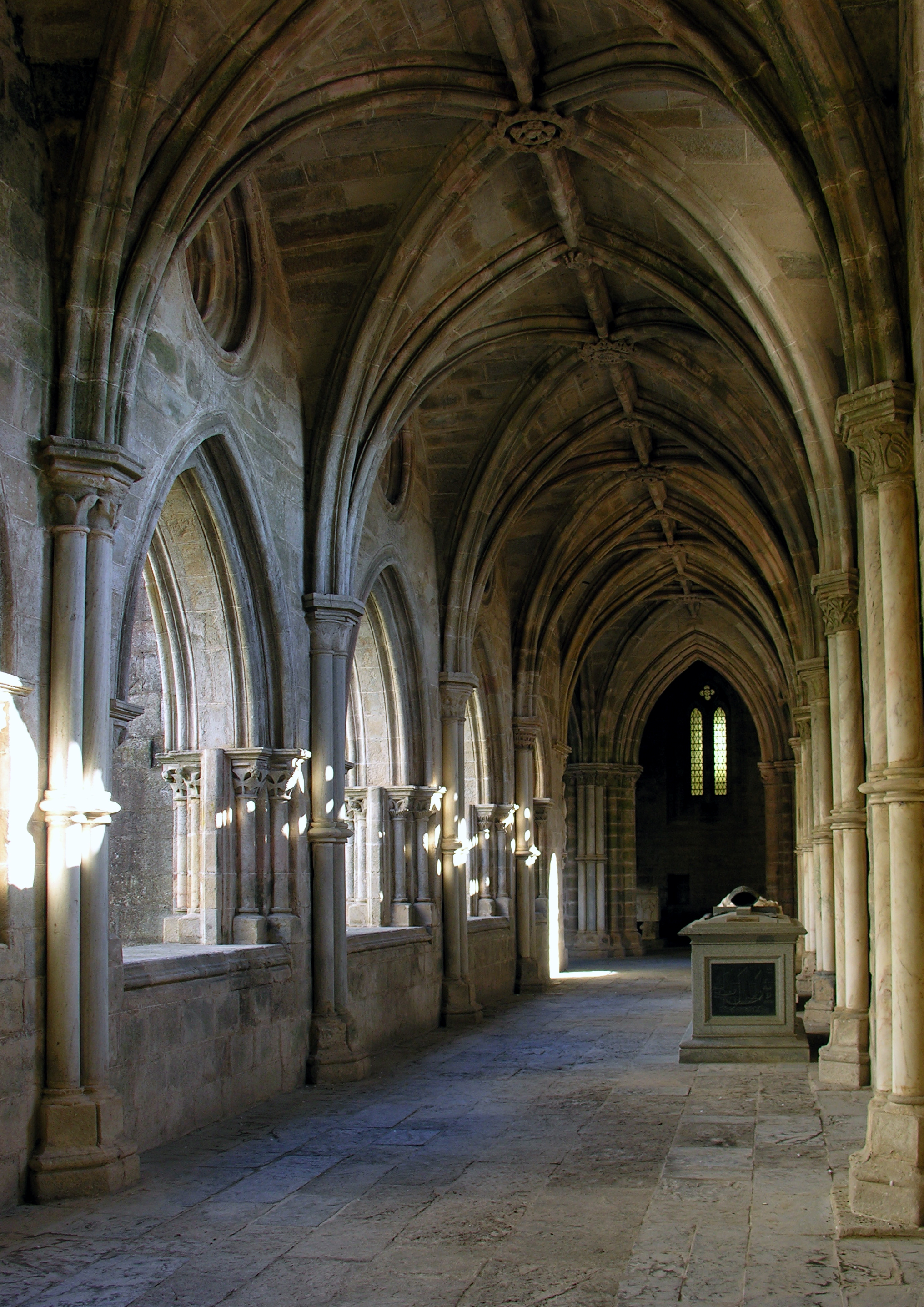
回廊

## 納骨堂
納骨堂は、エヴォラ骸骨礼拝堂「The Capela dos Ossos」とも呼ばれる。16世紀に建てられたもので、エヴォラにあった42の修道会墓地から集めた約5000体もの人骨が壁・柱などの至る所に装飾的に埋め込まれている。